# Зотов, Владимир Михайлович
Владимир Михайлович Зотов (1926, Уфа — 19 января 2018, Нижний Новгород) — военный деятель, майор Советской армии в запасе, участник Великой Отечественной войны, общественный и хозяйственный деятель Советского Союза и Российской Федерации, педагог, почётный гражданин города Нижнего Новгорода (2015).

## Биография
Родился в 1926 году в городе Уфе Башкирской АССР в русской семье. В октябре 1942 года добровольно был призван в ряды Красной армии. Был направлен в Челябинск, в 30-й учебный танковый полк, определён во 2-й батальон. Принял присягу в январе 1943 года. Получил специальность механик-водитель, командира танка и командира орудия.
После завершения обучения в полковой школе получил танк и в конце июня прибыл на Западный фронт под Тулу. Вступил в бой 12 июля 1943 года, в возрасте семнадцати лет. До фронта преодолел на танках 40-60 км своим ходом. Из Западного фронта был переброшен в Брянскую 4-ю танковую армию, отправлен в Новосокольники оборонять Пушкинские горы. К этому времени он уже принял участие в освобождении более 200 населённых пунктов. В этих боях получил контузию, находился на излечении в госпитале. Восстановившись, принимал участие в освобождении Белоруссии, Латвии. Уволен со службы в звании капитана.
С 1955 года стал трудиться на Горьковском автомобильном заводе, а после завершения обучения в педагогическом институте более 30 лет работал учителем истории и военного дела в школах Автозаводского района. Руководитель экспедиций «Моя Родина СССР», проработал и провёл 29 походов по местам Боевой Славы автозаводцев. Является лауреатом премии «Общественное призвание» за подвиг на фронте, имеет знак отличия заслуженный ветеран Горьковского автомобильного завода. За активную работу с детьми и молодёжью удостоен знаками отличия «Отличник народного образования РСФСР» и «Отличник народного образования СССР».
Активный участник общественной жизни города и региона. Создатель музея танкистов-добровольцев ГАЗ «Поиск». На протяжении 28 лет возглавлял музей и был главным его экскурсоводом.
По решению депутатов городской Думы 27 мая 2015 года ему присвоено звание «Почётный гражданин города Нижний Новгород».
Проживал в городе Нижний Новгород. Умер 19 января 2018 года.

## Награды
За боевые и трудовые успехи удостоен:
- Орден Отечественной войны II степени
- два ордена Славы II степени
- Орден Славы III степени
- Медаль «За боевые заслуги»
- Медаль «За победу над Германией в Великой Отечественной войне 1941—1945 гг.»
- другие медали.
- Отличник Народного образования СССР и РСФСР,
- четырёхкратный победитель Всесоюзных походов,
- лауреат премии общественного признания за подвиг на фронте
- Почётный гражданин города Нижнего Новгорода (27.05.2015 год).